# La sorprendente eredità del tontodimammà
La sorprendente eredità del tontodimammà è un film italiano del 1977 diretto da Roberto Bianchi Montero.

## Trama
Commedia sexy con protagoniste delle pretendenti a un'enorme eredità del figlio sprovveduto di un faccendiere, quest'ultimo vittima di un attentato dinamitardo.